# Junkers Ju 86
Junkers Ju 86 — німецький висотний середній бомбардувальник, створений в конструкторському бюро фірми Junkers під керівництвом Е. Цінделя. Перший політ відбувся 4 листопада 1934 року. Перший серійний варіант Ju 86A-1 був прийнятий на озброєння Люфтваффе в лютому 1936 року. Окрім Люфтваффе також використовувався як пасажирський в авіакомпанії Luft Hansa.

## Історія створення
Компанія Junkers отримала завдання на розробку двомоторного середнього бомбардувальника в січні 1934 року. Як і в випадку за He 111 розробка бойового літака маскувалась під розробку цивільного.
Був продовженням однодвигунового Ju 60 і його варіанту Ju 160. Двомоторний суцільнометалевий низькоплан з двокілевим оперенням. Фюзеляж овального перетину і дволонжеронне крило з гладкою обшивкою. Планувалось встановити 6-ти циліндрові дизельні двигуни Jumo 205C, але вони ще не були готові, тому на першому прототипі літака Ju 86ab було використано 9-ти циліндрові мотори SAM 22. Перший політ відбувся 4 листопада 1934 року, а в січні в повітря піднявся прототип Ju 86cd. Під час перших польотів Ju 86, що ще не мали озброєння, було виявлено низка недоліків, головним з яких була погана реакція на рулі, також була недостатньою поздовжня стійкість.
Дизельні двигуни на другий прототип було встановлено в березні 1940, тоді ж було встановлено стрілецьке озброєння. 4 квітня в повітря піднявся прототип 10-ти місного пасажирського літака, в якому було встановлені двигуни Jumo 205C, а також перенесено паливні баки з фюзеляжу в крила. Четвертий прототип, теж пасажирський варіант, був готовий в травні, а наприкінці 1935 почалось серійне виробництво.
Хоча проєкт відрізнявся великою кількістю нововведень, характеристики двигунів були погані. Коли почалася війна, літак швидко прибрали з фронту, хоча висотні екземпляри залишилися як розвідники. Льотчики скаржилися на недостатній огляд з кабіни Ju 86, і багато літаків були пошкоджені в нещасних випадках при посадці, коли льотчики втрачали з поля зору землю при підході. Випускався в варіантах бомбардувальника і (з 1940 року) — висотного розвідника (Ju 86R-1 і R-2). 1937 року на озброєння надійшов Ju 86Е-1 із зіркоподібними двигунами BMW 132, але в цей час вже були готові кращі бомбардувальники.

## Основні модифікації

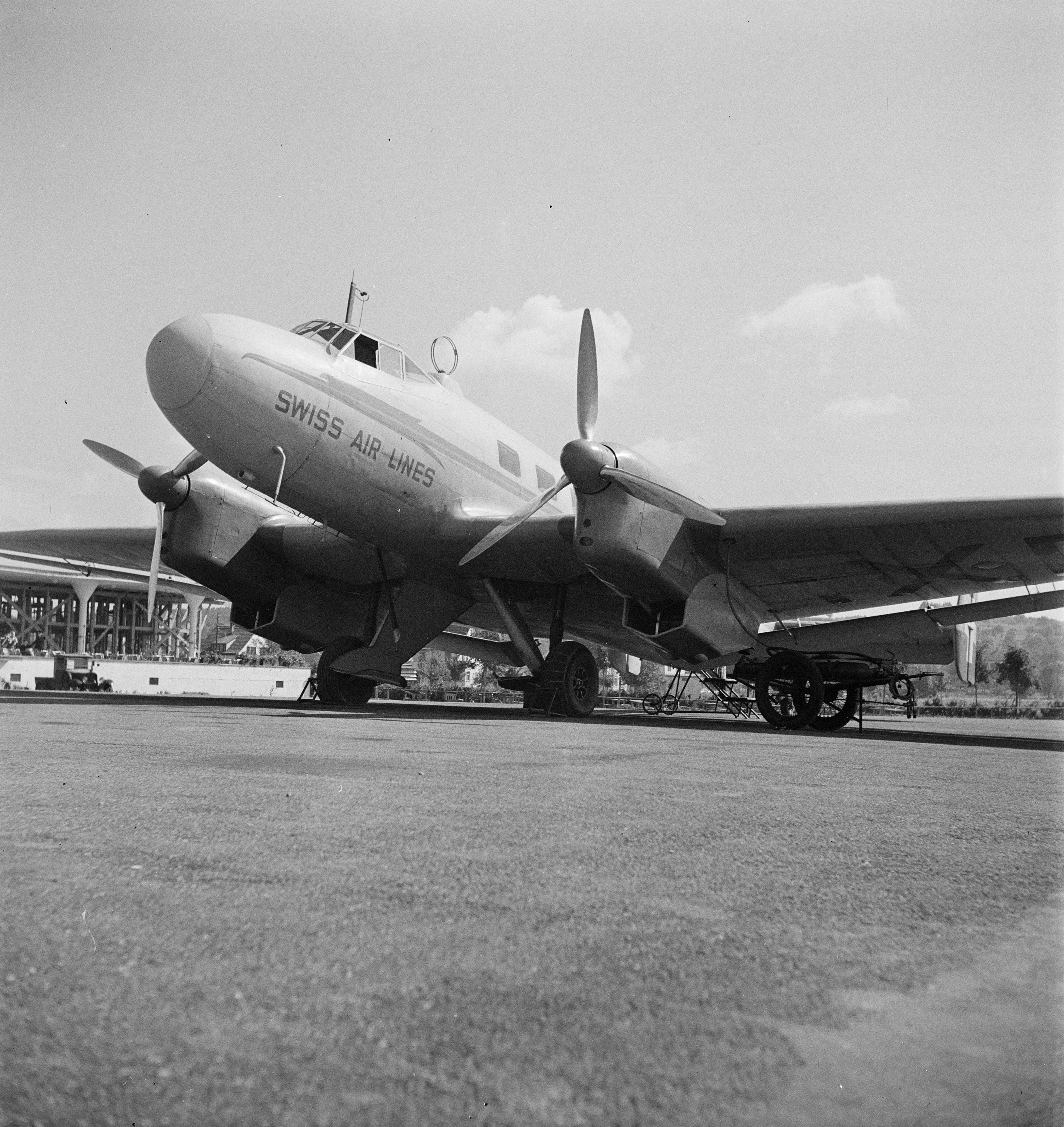
Пасажирський Ju 86 Швейцарських авіаліній.

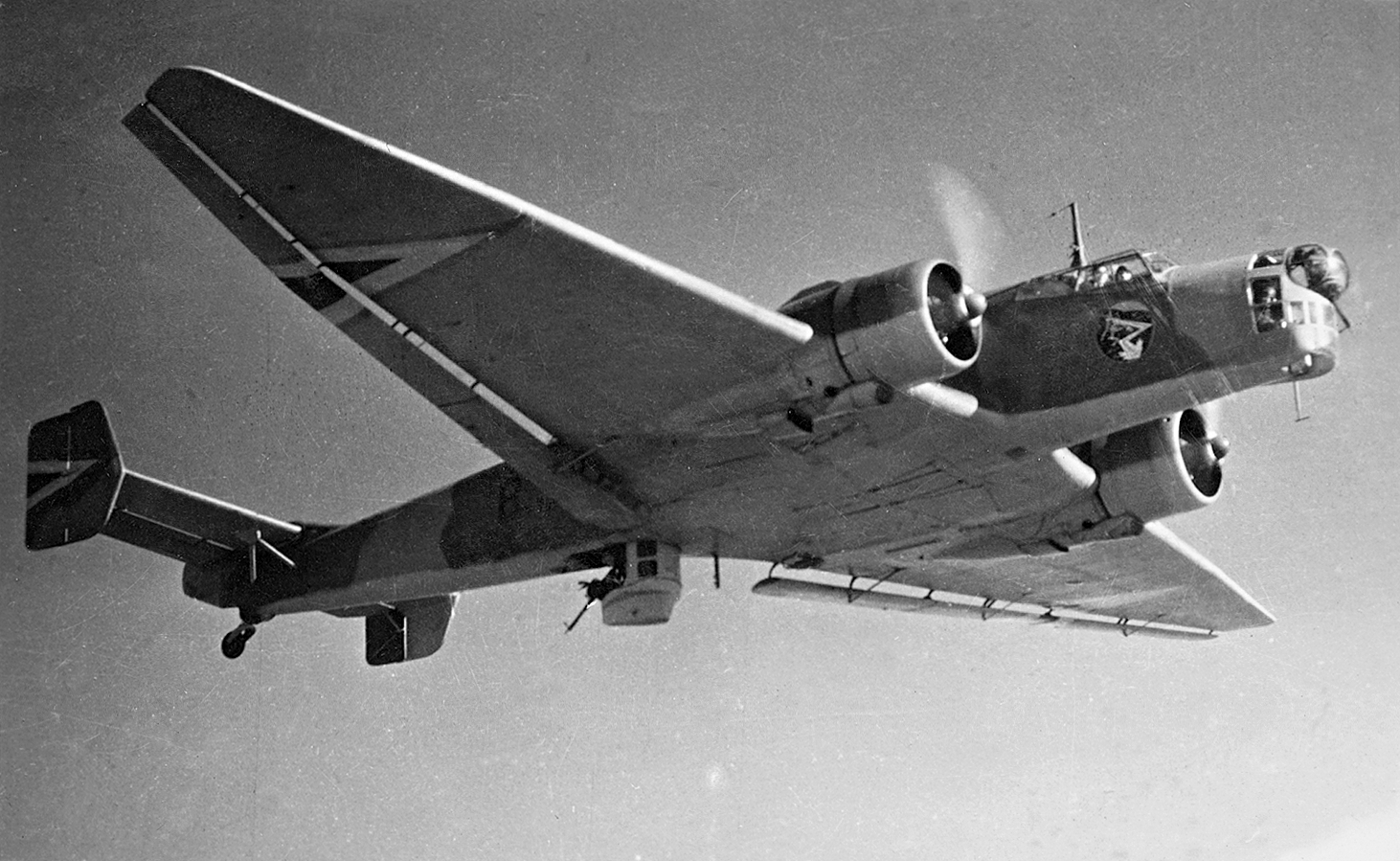
Ju 86K-2 Королівських повітряних сил Угорщини, що демонструє поверхні керування крила Junkers doppelflügel.

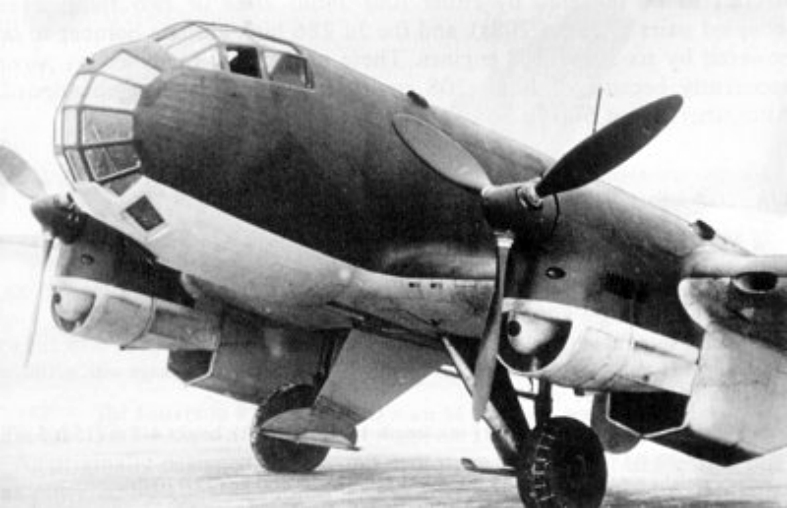
Висотний розвідник Ju 86P.

- Ju 86A — чотиримісний середній бомбардувальник з двигунами Jumo 205C-4 потужністю 600 к.с. Захисне озброєння складалось з трьох 7,92-мм кулеметів MG 15 — по одному в носі, хвості і під фюзеляжем. Маса бомбового навантаження — 800 кг. (42 екз.)
- Ju 86B/Ju 86C — пасажирські літаки з двигунами Jumo 205C-4 (16 екз.)
- Ju 86D — Ju 86A з подовженим хвостом і збільшеними паливними баками. Деякі літаки мали модифіковані для поліпшення керування хвостовими обтічники. (до 160 екз.)
- Ju 86E — бомбардувальник з 9-ти циліндровими двигунами повітряного охолодження BMW 132F потужністю 810 к.с., або BMW 132N потужністю 865 к.с. Маса бомбового навантаження зросла до 1000 кг. (30 екз.)
- Ju 86G — змінено носову частину. (40 екз.)
- Ju 86K — експортний варіант бомбардувальника. Виготовлявся в багатьох модифікаціях, з різними двигунами. Зокрема виготовлялись наступні варіанти:
  - Ju 86K-1/Ju 86K-4 — виготовлялися для Швеції. Оснащувались двигунами Bristol Pegasus різних модифікацій.
  - Ju 86K-2 — виготовлявся для Угорщини. Оснащувався двигунами WM 14K (ліцензійний варіант французького двигуна GR 14K).
  - Ju 86K-6 — варіант з двигунами Pratt & Whitney R-1690 Hornet. Постачався для ВПС Чилі і Португалії.
  - Ju 86K-13 — виготовлявся в Швеції за ліцензією.
- Ju 86P — висотний бомбардувальник здатний нести 4×250 кг або 16×50 кг бомб. Спочатку позначався як Ju 86H, і перероблявся з Ju 86D. До фюзеляжу від Ju 86D було додано нову двомісну герметичну кабіну, тиск в якій підтримувався на рівні, еквівалентному висоті 3000 м. Це досягалося шляхом наддуву повітрям, що відбиралось від нагнітача лівого двигуна, а в конструкції кабіни використовувалося багатошарове скління з плексигласу, простір між якими заповнювався сухим повітрям. Екіпаж потрапляв в кабіну через круглий люк, розташований внизу по правому борту. Оборонного озброєння не було. Запас палива становив 1000 л, що забезпечувало 4-годинний політ. Прототип Ju 86PV1 піднявся в повітря в лютому 1940 року, а в березні — V2, обидва літаки з дизельними двигунами Jumo 207А-1 досягли висоти більше 10 000 м.
- Ju 86R — на початку 1942 року німці зрозуміли, що союзники можуть скоро створити перехоплювач, який легко впорається з Ju 86P, тому в середині 1942 небо піднявся Ju 86R, створений на базі Ju 86P. На крилі, збільшеному до неймовірних розмірів — 32 м, були встановлені модифіковані Jumo 207B-3, які розвивали на зльоті 1000 к.с. і 750 к.с. на висоті 12 200 м, а використання форсажу GM-1 забезпечувало більшу висотність. Запас палива в 1935 л забезпечував тривалість польоту 7 годин і 10 хв. Трилопатевий гвинт був замінений на чотирилопатевий, це дозволило досягти стелі в 14 400 м. Модифікації позначення по відношенню до серії Р помінялися на зворотні — Ju 86R-1 став літаком-розвідником, a Ju 86R-2 — бомбардувальником.
- Ju 86Z — експортний варіант пасажирського літака. Оснащувався двигунами Pratt & Whitney R-1690 Hornet або BMW 132

## Технічні характеристики

|                               | Ju 86D        | Ju 86E-1      |
| ----------------------------- | ------------- | ------------- |
| Довжина                       | 17,86 м       | 17,86 м       |
| Висота                        | 4,7 м         | 4,7 м         |
| Розмах крил                   | 22,5 м        | 22,5 м        |
| Площа крил                    | 82 м²         | 82 м²         |
| Маса пустого                  | 5800 кг       | 5890 кг       |
| Маса спорядженого             | 8000 кг       | 8200 кг       |
| Потужність                    | 2 x 600 к. с. | 2 x 810 к. с. |
| Максимальна швидкість         | 325 км/год    | 360 км/год    |
| Операційна дальність          | 570 км        | 440 км        |
| Максимальна дальність польоту | 1500 км       | 1350 км       |
| Практична стеля               | 5900 м        | 7500 м        |

## Бойове застосування

### Люфтваффе
П'ять Ju 86D-1 (з) були випробувані в бойових умовах легіоном «Кондор». В боях He 111 показав кращі характеристики ніж Ju 86, що вплинуло на воєнне замовлення. Два Ju 86, які вціліли в боях використовувались в ВПС Іспанії до 1942 року.
В Люфтваффе Ju 86 були замінені на He 111 і Do 17, і 1 вересня 1939 року тільки одна авіагрупа була оснащена Ju 86G IV/KG 1, але вона не брала участь в польській кампанії, а в грудні 1939 року теж була переозброєна. Надалі вони також використовувались як транспортні і навчальні. Дещо довше використовувались висотні варіанти Ju 86P/R.
До січня 1941 року було сформовано групу з чотирьох ескадрилей Ju 86P. Діючи з Північної Німеччини, вони здійснювали бойові і розвідувальні польоти над Британськими островами. В ході підготовки до операції «Барбаросса» німецька повітряна розвідка змогла виявити систему оборони радянських військ, розташування їх командних пунктів і практично всіх радянських аеродромів. Значна частка цих відомостей була отримана за допомогою розвідників Ju 86P, які здійснювали польоти з аеродромів поблизу Будапешта і Кракова. З початком вторгнення в Радянський Союз на Східний фронт були перекинуті три ескадрильї групи, четверта залишилася на Заході і продовжувала вести розвідку з граничних висот.
1941 року висотні Ju 86 здійснювали безкарні польоти над Москвою, проводячи повітряну розвідку. Наявні на озброєнні СРСР літаки виявилися непідготовленими для ведення вогню на великих висотах при низьких температурах. Було потрібно терміново озброїти ППО висотними винищувачами і кисневим обладнанням. У 1943 р за завданням Державного Комітету Оборони ДКБ Лавочкіна розпочало роботу зі створення висотного винищувача шляхом встановлення на літак Ла-5 турбокомпресорів ТК-3 конструкції ЦИАМ. Для отримання стелі висоти близько 14 км крім установки ТК були збільшені площа крила і оперення, встановлений новий гвинт, знято бронювання і одна гармата. Однак під час заводських випробувань літак зазнав аварії. 1944 року роботи по створенню висотного винищувача були продовжені на базі серійного Ла-7. У липні 1944 року почалися заводські випробування. З огляду на тривале доведення ВМГ з ТК, випробування однієї з дослідних машин, що отримала заводський індекс «116», тривали до початку 1946 року, після чого було припинено як такі, що втратили актуальність. Не виправдалися також сподівання, що покладалися на Як-9ПД з нагнітачами Доллежаля, і на МіГ-11 з турбокомпресорами. Радянська авіація так і не змогла нічого протиставити німецькому Ju 86.
Хоча під час нальотів на Британію Ju 86Р часто скидали на різні цілі тільки по одній бомбі, проте були як більмо на оці для винищувальної авіації Британії. Потрібні були великі зусилля, щоб зупинити «Юнкерси». Для перехоплення був підготовлений поспіхом модифікований «Спітфайр» Mk VI з герметизованою кабіною і крилом збільшеного розмаху, але жодна спроба не досягла успіху — лише в одному випадку йому вдалося відкрити вогонь по Ju 86P, який перебував над ним, і тут же він втратив швидкість. «Юнкерс», пікіруючи, знижувався з висоти 12 200 м до 150 м і зникав з поля зору «Спітфайра». Останні 12 бомбардувань Британії ці літаки здійснили 9 вересня 1942 року. Попри те, що перехоплювачі неодноразово виявляли Ju 86, їм не вдавалося їх вразити до 24 серпня 1942 року, коли спеціально полегшений «Спітфайр» Mk V, який вилетів з бази в Абукірі (Єгипет), перехопив Ju 86P і збив його на висоті 12 800 м на північ від Каїра. На «Юнкерси» відразу ж встановили внизу під фюзеляжем висувну гондолу з кулеметом MG-17 для стрільби назад (при його розгортанні в бойове положення швидкість польоту падала), але «Спітфайри» з Абукіра незабаром збили ще два Ju 86Р, і ескадра 2.(F)/AufklGr 123 до серпня 1943 року припинила використовувати ці літаки.

### Інші країни

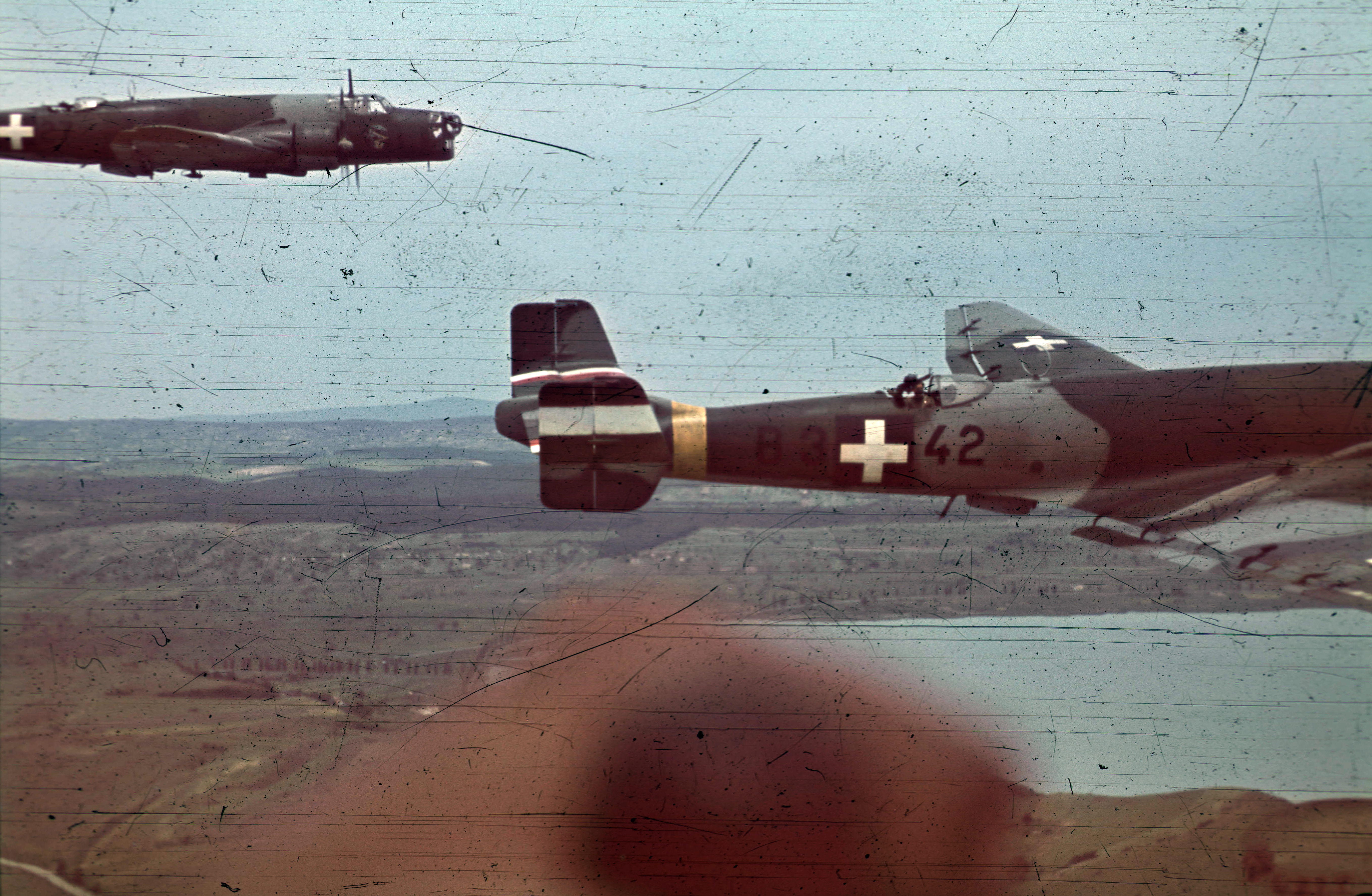
Угорські Ju 86K-2 в польоті.

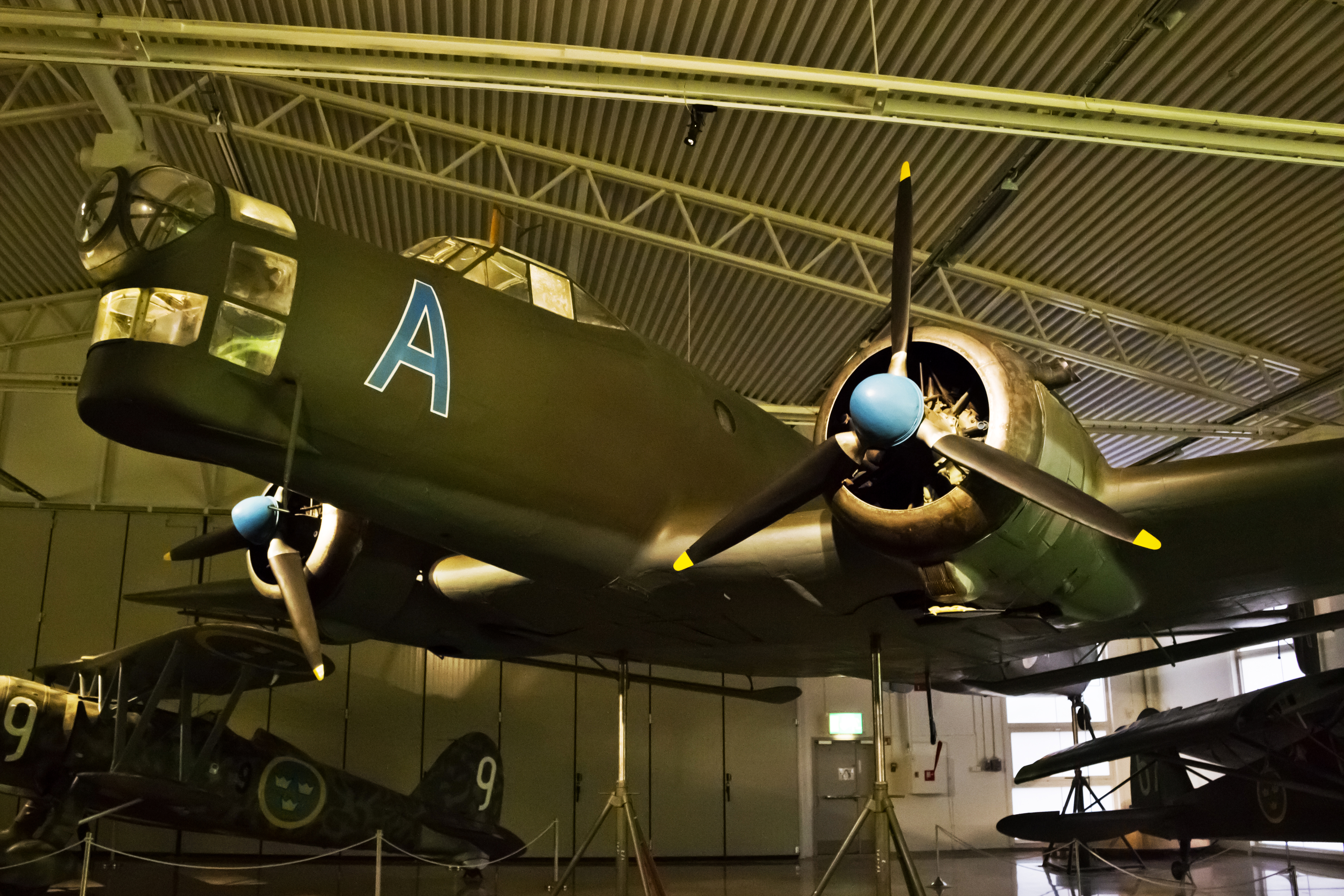
Шведський Ju 86 в авіаційному музеї в Лінчепінгу

Угорщина мала 66 Ju 86K-2, які надійшли в три авіагрупи. Дві в 3-у бомбардувальному полку, ще одна в 4-му. Перші бойові вильоти було здійснено в березні 1939 під час конфлікту зі Словаччиною. 24 березня 15 літаків авіагрупи 3./II завдали удару по словацькому аеродрому. У квітні 1941 року авіагрупа 4./II брали участь в боях проти Югославії, цілями для бомбардувань були міста Ниш і Новий Сад. На початок німецько-радянської війни все ще залишалось дві авіагрупи з Ju 86. 27 червня 1941 року вони бомбардували Станіслав, а 29 — Стрий. Потім 6 Ju 86 ввійшли в склад ескадрильї яка підтримувала угорську армію на східному фронті. 1942 року останні Ju 86 були зняті з озброєння ВПС Угорщини.
В ВПС Швеції Ju 86K отримали позначення B3 і використовувались як бомбардувальники в флотилії F1 до 1944 року. Потім їх переобладнали в торпедоносці (отримали позначення T3) і використовувались аж до 1948 року в флотилії F17.
Бомбардувальний варіант також використовувався в ВПС Чилі та Португалії. В обидвох країнах вони були зняті з озброєння в 1944 році.
ВПС Південної Африки в 1939 році присвоїли 18 пасажирських Ju 86Z-7. Їх було оснащено захисним озброєнням з трьох кулеметів, а під фюзеляжем були встановлені бомбові підвіси. Вони використовувались для патрулювання, а з 14 червня 1940 року в складі 12-ї ескадрильї брали участь в боях проти італійців в Східній Африці. У вересні 1942 року останні Ju 86 були зняті з озброєння ВПС.